# Paddington metróállomás
A Paddington a londoni metró egyik állomása az 1-es zónában, a Bakerloo line, a Circle line, a District line és a Hammersmith & City line érinti.

## Története
1863. január 10-én nyitották meg a világ első földalattijának (Metropolitan line) végállomásaként Paddington (Bishop’s Road) néven. 1949-től a Circle line, 1990-től a Hammersmith & City line vonatai is megállnak az állomáson.
1868. október 1-jén Paddington (Praed Street) névvel új állomást is átadtak a Metropolitan line, később a District line részeként. 2009 decemberétől a Circle line is érinti.
1913-ban megnyílt a még mélyebben fekvő Bakerloo line végállomása is.

## Forgalom
| Járat | Útvonal | Gyakoriság       |
| ----- | --- | ---------------- |
|       | Harrow & Wealdstone – Kenton – South Kenton – North Wembley – Wembley Central – Stonebridge Park – Harlesden – Willesden Junction – Kensal Green – Queen’s Park – Kilburn Park – Maida Vale – Warwick Avenue – Paddington – Edgware Road – Marylebone – Baker Street – Regent’s Park – Oxford Circus – Piccadilly Circus – Charing Cross – Embankment – Waterloo – Lambeth North – Elephant & Castle | 3 percenként     |
|       | Hammersmith – Goldhawk Road – Shepherd’s Bush Market – Wood Lane – Latimer Road – Ladbroke Grove – Westbourne Park – Royal Oak – Paddington – Edgware Road – Baker Street – Great Portland Street – Euston Square – King’s Cross St. Pancras – Farringdon – Barbican – Moorgate – Liverpool Street – Aldgate – Tower Hill – Monument – Cannon Street – Mansion House – Blackfriars – Temple – Embankment – Westminster – St. James’s Park – Victoria – Sloane Square – South Kensington – Gloucester Road – High Street Kensington – Notting Hill Gate – Bayswater – Paddington – Edgware Road | 10-15 percenként |
|       | Kensington (Olympia) – Earl’s Court – High Street Kensington (napi 1 tovább → Notting Hill Gate → Bayswater → Paddington → Edgware Road) | Napi 5           |
|       | Edgware Road – Paddington – Bayswater – Notting Hill Gate – High Street Kensington – Earl’s Court – West Brompton – Fulham Broadway – Parsons Green – Putney Bridge – East Putney – Southfields – Wimbledon Park – Wimbledon | 10 percenként    |
|       | Hammersmith – Goldhawk Road – Shepherd’s Bush Market – Wood Lane – Latimer Road – Ladbroke Grove – Westbourne Park – Royal Oak – Paddington – Edgware Road – Baker Street – Great Portland Street – Euston Square – King’s Cross St. Pancras – Farringdon – Barbican – Moorgate – Liverpool Street – Aldgate East – Whitechapel – Stepney Green – Mile End – Bow Road – Bromley-by-Bow – West Ham – Plaistow – Upton Park – East Ham – Barking | 8-10 percenként  |

## Átszállási kapcsolatok
| Állomás    | Átszállási kapcsolatok                                                                                |
| ---------- | --- |
| Paddington | National Rail (London Paddington pályaudvar) Helyi buszok (Paddington Station és Bishops Bridge Road) |

## Fordítás
Ez a szócikk részben vagy egészben  a   Paddington tube station című angol Wikipédia-szócikk fordításán alapul.  Az eredeti cikk szerkesztőit annak laptörténete sorolja fel. Ez a jelzés csupán a megfogalmazás eredetét és a szerzői jogokat jelzi, nem szolgál a cikkben szereplő információk forrásmegjelöléseként.